# کالیروی پارن
کالیروا پارن (یونانی: Καλλιρρόη Παρρέν؛ ۱۸۶۱ – ۱۵ ژانویه ۱۹۴۰) جنبش جنبش فمینیست را در یونان آغاز کرد و در اواخر قرن ۱۹ و اوایل قرن ۲۰ روزنامه‌نگار و نویسنده بود.

## زندگی
کالیروا پارن در رتیمنون، کرت، در یک خانواده طبقه متوسط به دنیا آمد و تحصیلات ابتدایی خود را در مدرسه راهبه‌ها در پیرئوس به پایان رساند. پس از آن در بهترین مدرسه‌های دخترانه در آتن تحصیل کرد و در سال ۱۸۷۸ از مدرسه آرساکیون که مدرسه‌ای برای تربیت معلمان بود، فارغ‌التحصیل شد. او فردی بسیار باهوش بود و زبان‌های زیادی از جمله روسی، فرانسوی، ایتالیایی و انگلیسی را می‌آموخت. او به اودسا دعوت شد و به مدت دو سال در آنجا مدرسه دخترانه جامعه یونانی را اداره می‌کرد. همچنین برای چندین سال به ادرنه رفت و مدرسه زاپیون را برای جامعه یونانی اداره کرد. او در نهایت در آتن با شوهرش، یک روزنامه‌نگار فرانسوی به نام ژان پارن، که آژانس خبری فرانسوی را در قسطنطنیه تأسیس کرده بود، سکونت گزید.
وی همچنین برندهٔ جوایزی همچون نشان ردیمر شده است.